# Rhytiphora ochreomarmorata
Rhytiphora ochreomarmorata là một loài bọ cánh cứng trong họ Cerambycidae.